# Тригонометрическая подстановка
В математике тригонометрическая подстановка — это подстановка из тригонометрических функций для других выражений. В исчислении тригонометрическая подстановка — это метод вычисления интегралов. Более того, можно использовать тригонометрические тождества для упрощения некоторых интегралов, содержащих радикальное выражение. Как и другие методы интегрирования путём подстановки, при вычислении определённого интеграла может быть проще полностью вывести первообразную перед применением границ интегрирования.

## Случай I: Подынтегральные выражения, содержащиеa2−x2
Пусть {\displaystyle x=a\sin \theta }, и используйте тождество {\displaystyle 1-\sin ^{2}\theta =\cos ^{2}\theta }.

### Примеры Случая I

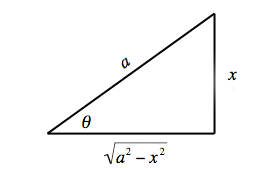
Геометрическая конструкция для Случая I

#### Пример 1
В интеграле
{\displaystyle \int {\frac {dx}{\sqrt {a^{2}-x^{2}}}},}
можно использовать
{\displaystyle x=a\sin \theta ,\quad dx=a\cos \theta \,d\theta ,\quad \theta =\arcsin {\frac {x}{a}}.}
Тогда
{\displaystyle {\begin{aligned}\int {\frac {dx}{\sqrt {a^{2}-x^{2}}}}&=\int {\frac {a\cos \theta \,d\theta }{\sqrt {a^{2}-a^{2}\sin ^{2}\theta }}}\\[6pt]&=\int {\frac {a\cos \theta \,d\theta }{\sqrt {a^{2}(1-\sin ^{2}\theta )}}}\\[6pt]&=\int {\frac {a\cos \theta \,d\theta }{\sqrt {a^{2}\cos ^{2}\theta }}}\\[6pt]&=\int d\theta \\[6pt]&=\theta +C\\[6pt]&=\arcsin {\frac {x}{a}}+C.\end{aligned}}}
Вышеупомянутый шаг требует, чтобы {\displaystyle a>0} и {\displaystyle \cos \theta >0}. Мы можем выбрать {\displaystyle a} в качестве главного корня {\displaystyle a^{2}} и наложить ограничение {\displaystyle -\pi /2<\theta <\pi /2} с помощью функции обратного синуса.
Для определённого интеграла нужно выяснить, как меняются границы интегрирования. Например, если {\displaystyle x} изменяется от {\displaystyle 0} до {\displaystyle a/2}, тогда {\displaystyle \sin \theta } изменяется от {\displaystyle 0} до {\displaystyle 1/2}, поэтому {\displaystyle \theta } изменяется от {\displaystyle 0} до {\displaystyle \pi /6}. Тогда
{\displaystyle \int _{0}^{a/2}{\frac {dx}{\sqrt {a^{2}-x^{2}}}}=\int _{0}^{\pi /6}d\theta ={\frac {\pi }{6}}.}
При выборе границ требуется некоторая осторожность. Поскольку приведённая выше интеграция требует, чтобы {\displaystyle -\pi /2<\theta <\pi /2}, значение {\displaystyle \theta } может изменяться только от {\displaystyle 0} до {\displaystyle \pi /6}. Пренебрегая этим ограничением, можно было бы выбрать {\displaystyle \theta } для перехода от {\displaystyle \pi } к {\displaystyle 5\pi /6}, что привело бы фактически к отрицательному значению.
В качестве альтернативы можно полностью вычислить неопределённые интегралы перед применением граничных условий. В этом случае первообразная даёт
{\displaystyle \int _{0}^{a/2}{\frac {dx}{\sqrt {a^{2}-x^{2}}}}=\arcsin \left({\frac {x}{a}}\right){\Biggl |}_{0}^{a/2}=\arcsin \left({\frac {1}{2}}\right)-\arcsin(0)={\frac {\pi }{6}}}
как прежде.

#### Пример 2
Интеграл
{\displaystyle \int {\sqrt {a^{2}-x^{2}}}\,dx,}
можно оценить путём представления {\displaystyle x=a\sin \theta ,\,dx=a\cos \theta \,d\theta ,\,\theta =\arcsin {\frac {x}{a}},}
где {\displaystyle a>0}, так что {\displaystyle {\sqrt {a^{2}}}=a} и {\displaystyle -{\frac {\pi }{2}}\leq \theta \leq {\frac {\pi }{2}}} по диапазону арксинуса, так что {\displaystyle \cos \theta \geq 0} и {\displaystyle {\sqrt {\cos ^{2}\theta }}=\cos \theta }.
Тогда
{\displaystyle {\begin{aligned}\int {\sqrt {a^{2}-x^{2}}}\,dx&=\int {\sqrt {a^{2}-a^{2}\sin ^{2}\theta }}\,(a\cos \theta )\,d\theta \\[6pt]&=\int {\sqrt {a^{2}(1-\sin ^{2}\theta )}}\,(a\cos \theta )\,d\theta \\[6pt]&=\int {\sqrt {a^{2}(\cos ^{2}\theta )}}\,(a\cos \theta )\,d\theta \\[6pt]&=\int (a\cos \theta )(a\cos \theta )\,d\theta \\[6pt]&=a^{2}\int \cos ^{2}\theta \,d\theta \\[6pt]&=a^{2}\int \left({\frac {1+\cos 2\theta }{2}}\right)\,d\theta \\[6pt]&={\frac {a^{2}}{2}}\left(\theta +{\frac {1}{2}}\sin 2\theta \right)+C\\[6pt]&={\frac {a^{2}}{2}}(\theta +\sin \theta \cos \theta )+C\\[6pt]&={\frac {a^{2}}{2}}\left(\arcsin {\frac {x}{a}}+{\frac {x}{a}}{\sqrt {1-{\frac {x^{2}}{a^{2}}}}}\right)+C\\[6pt]&={\frac {a^{2}}{2}}\arcsin {\frac {x}{a}}+{\frac {x}{2}}{\sqrt {a^{2}-x^{2}}}+C.\end{aligned}}}
Для определённого интеграла границы изменяются после выполнения замены и определяются с помощью уравнения {\displaystyle \theta =\arcsin {\frac {x}{a}}} со значениями в диапазоне {\displaystyle -{\frac {\pi }{2}}\leq \theta \leq {\frac {\pi }{2}}}. Или же можно применить граничные члены непосредственно к формуле первообразной.
Например, определённый интеграл
{\displaystyle \int _{-1}^{1}{\sqrt {4-x^{2}}}\,dx,}
можно оценить, подставив {\displaystyle x=2\sin \theta ,\,dx=2\cos \theta \,d\theta }, с оценками, определёнными с помощью {\displaystyle \theta =\arcsin {\frac {x}{2}}}, {\displaystyle \arcsin(1/2)=\pi /6} и {\displaystyle \arcsin(-1/2)=-\pi /6}.
Тогда
{\displaystyle {\begin{aligned}\int _{-1}^{1}{\sqrt {4-x^{2}}}\,dx&=\int _{-\pi /6}^{\pi /6}{\sqrt {4-4\sin ^{2}\theta }}\,(2\cos \theta )\,d\theta \\[6pt]&=\int _{-\pi /6}^{\pi /6}{\sqrt {4(1-\sin ^{2}\theta )}}\,(2\cos \theta )\,d\theta \\[6pt]&=\int _{-\pi /6}^{\pi /6}{\sqrt {4(\cos ^{2}\theta )}}\,(2\cos \theta )\,d\theta \\[6pt]&=\int _{-\pi /6}^{\pi /6}(2\cos \theta )(2\cos \theta )\,d\theta \\[6pt]&=4\int _{-\pi /6}^{\pi /6}\cos ^{2}\theta \,d\theta \\[6pt]&=4\int _{-\pi /6}^{\pi /6}\left({\frac {1+\cos 2\theta }{2}}\right)\,d\theta \\[6pt]&=2\left[\theta +{\frac {1}{2}}\sin 2\theta \right]_{-\pi /6}^{\pi /6}=[2\theta +\sin 2\theta ]{\Biggl |}_{-\pi /6}^{\pi /6}\\[6pt]&=\left({\frac {\pi }{3}}+\sin {\frac {\pi }{3}}\right)-\left(-{\frac {\pi }{3}}+\sin \left(-{\frac {\pi }{3}}\right)\right)={\frac {2\pi }{3}}+{\sqrt {3}}.\end{aligned}}}
С другой стороны, прямое применение граничных членов к ранее полученной формуле для первообразных даёт
{\displaystyle {\begin{aligned}\int _{-1}^{1}{\sqrt {4-x^{2}}}\,dx&=\left[{\frac {2^{2}}{2}}\arcsin {\frac {x}{2}}+{\frac {x}{2}}{\sqrt {2^{2}-x^{2}}}\right]_{-1}^{1}\\[6pt]&=\left(2\arcsin {\frac {1}{2}}+{\frac {1}{2}}{\sqrt {4-1}}\right)-\left(2\arcsin \left(-{\frac {1}{2}}\right)+{\frac {-1}{2}}{\sqrt {4-1}}\right)\\[6pt]&=\left(2\cdot {\frac {\pi }{6}}+{\frac {\sqrt {3}}{2}}\right)-\left(2\cdot \left(-{\frac {\pi }{6}}\right)-{\frac {\sqrt {3}}{2}}\right)\\[6pt]&={\frac {2\pi }{3}}+{\sqrt {3}}\end{aligned}}}
как прежде.

## Случай II: Подынтегральные выражения, содержащиеa2+x2

### Примеры Случая II

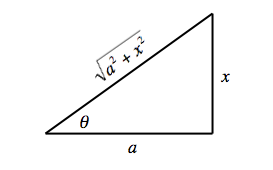
Геометрическая конструкция для Случая II

#### Пример 1
В интеграле
{\displaystyle \int {\frac {dx}{a^{2}+x^{2}}}}
можно написать
{\displaystyle x=a\tan \theta ,\quad dx=a\sec ^{2}\theta \,d\theta ,\quad \theta =\arctan {\frac {x}{a}},}
так что интеграл становится
{\displaystyle {\begin{aligned}\int {\frac {dx}{a^{2}+x^{2}}}&=\int {\frac {a\sec ^{2}\theta \,d\theta }{a^{2}+a^{2}\tan ^{2}\theta }}\\[6pt]&=\int {\frac {a\sec ^{2}\theta \,d\theta }{a^{2}(1+\tan ^{2}\theta )}}\\[6pt]&=\int {\frac {a\sec ^{2}\theta \,d\theta }{a^{2}\sec ^{2}\theta }}\\[6pt]&=\int {\frac {d\theta }{a}}\\[6pt]&={\frac {\theta }{a}}+C\\[6pt]&={\frac {1}{a}}\arctan {\frac {x}{a}}+C,\end{aligned}}}
при условии {\displaystyle a\neq 0}.
Для определённого интеграла границы изменяются после выполнения замены и определяются с помощью уравнения {\displaystyle \theta =\arctan {\frac {x}{a}}} со значениями в диапазоне {\displaystyle -{\frac {\pi }{2}}<\theta <{\frac {\pi }{2}}}. Или же можно применить граничные члены непосредственно к формуле первообразной.
Например, определённый интеграл
{\displaystyle \int _{0}^{1}{\frac {4}{1+x^{2}}}\,dx}
можно оценить, подставив {\displaystyle x=\tan \theta ,\,dx=\sec ^{2}\theta \,d\theta }, с оценками, определёнными с помощью {\displaystyle \theta =\arctan x}, {\displaystyle \arctan 0=0} и {\displaystyle \arctan 1=\pi /4}.
Тогда
{\displaystyle {\begin{aligned}\int _{0}^{1}{\frac {4\,dx}{1+x^{2}}}&=4\int _{0}^{1}{\frac {dx}{1+x^{2}}}\\[6pt]&=4\int _{0}^{\pi /4}{\frac {\sec ^{2}\theta \,d\theta }{1+\tan ^{2}\theta }}\\[6pt]&=4\int _{0}^{\pi /4}{\frac {\sec ^{2}\theta \,d\theta }{\sec ^{2}\theta }}\\[6pt]&=4\int _{0}^{\pi /4}d\theta \\[6pt]&=(4\theta ){\Bigg |}_{0}^{\pi /4}=4\left({\frac {\pi }{4}}-0\right)=\pi .\end{aligned}}}
Между тем, прямое применение граничных членов к формуле для первообразных даёт
{\displaystyle {\begin{aligned}\int _{0}^{1}{\frac {4}{1+x^{2}}}\,dx&=4\int _{0}^{1}{\frac {dx}{1+x^{2}}}\\&=4\left[{\frac {1}{1}}\arctan {\frac {x}{1}}\right]_{0}^{1}\\&=4(\arctan x){\Bigg |}_{0}^{1}\\&=4(\arctan 1-\arctan 0)\\&=4\left({\frac {\pi }{4}}-0\right)=\pi ,\end{aligned}}}
так же, как прежде.

#### Пример 2
Интеграл
{\displaystyle \int {\sqrt {a^{2}+x^{2}}}\,{dx}}
можно оценить путём представления {\displaystyle x=a\tan \theta ,\,dx=a\sec ^{2}\theta \,d\theta ,\,\theta =\arctan {\frac {x}{a}},}
где {\displaystyle a>0}, так что {\displaystyle {\sqrt {a^{2}}}=a} и {\displaystyle -{\frac {\pi }{2}}<\theta <{\frac {\pi }{2}}} по диапазону арктангенса, так что {\displaystyle \sec \theta >0} и {\displaystyle {\sqrt {\sec ^{2}\theta }}=\sec \theta }.
Тогда
{\displaystyle {\begin{aligned}\int {\sqrt {a^{2}+x^{2}}}\,dx&=\int {\sqrt {a^{2}+a^{2}\tan ^{2}\theta }}\,(a\sec ^{2}\theta )\,d\theta \\[6pt]&=\int {\sqrt {a^{2}(1+\tan ^{2}\theta )}}\,(a\sec ^{2}\theta )\,d\theta \\[6pt]&=\int {\sqrt {a^{2}\sec ^{2}\theta }}\,(a\sec ^{2}\theta )\,d\theta \\[6pt]&=\int (a\sec \theta )(a\sec ^{2}\theta )\,d\theta \\[6pt]&=a^{2}\int \sec ^{3}\theta \,d\theta .\\[6pt]\end{aligned}}}
Интеграл секанса в кубе можно вычислить с помощью интегрирования по частям. Как результат
{\displaystyle {\begin{aligned}\int {\sqrt {a^{2}+x^{2}}}\,dx&={\frac {a^{2}}{2}}(\sec \theta \tan \theta +\ln |\sec \theta +\tan \theta |)+C\\[6pt]&={\frac {a^{2}}{2}}\left({\sqrt {1+{\frac {x^{2}}{a^{2}}}}}\cdot {\frac {x}{a}}+\ln \left|{\sqrt {1+{\frac {x^{2}}{a^{2}}}}}+{\frac {x}{a}}\right|\right)+C\\[6pt]&={\frac {1}{2}}\left(x{\sqrt {a^{2}+x^{2}}}+a^{2}\ln \left|{\frac {x+{\sqrt {a^{2}+x^{2}}}}{a}}\right|\right)+C.\end{aligned}}}

## Случай III: Подынтегральные выражения, содержащиеx2−a2
Пусть {\displaystyle x=a\sec \theta } и используется тождество {\displaystyle \sec ^{2}\theta -1=\tan ^{2}\theta .}

### Примеры Случая III
Интегралы типа
{\displaystyle \int {\frac {dx}{x^{2}-a^{2}}}}

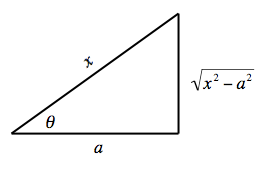
Геометрическая конструкция для Случая III

также можно вычислить частичными дробями, а не тригонометрическими подстановками. Однако интеграл
{\displaystyle \int {\sqrt {x^{2}-a^{2}}}\,dx}
нельзя. В этом случае подходящей подстановкой будет:
{\displaystyle x=a\sec \theta ,\,dx=a\sec \theta \tan \theta \,d\theta ,\,\theta =\operatorname {arcsec} {\frac {x}{a}},}
где {\displaystyle a>0}, так что {\displaystyle {\sqrt {a^{2}}}=a} и {\displaystyle 0\leq \theta <{\frac {\pi }{2}}}, предполагая {\displaystyle x>0}, так что {\displaystyle \tan \theta \geq 0} и {\displaystyle {\sqrt {\tan ^{2}\theta }}=\tan \theta }.
Тогда
{\displaystyle {\begin{aligned}\int {\sqrt {x^{2}-a^{2}}}\,dx&=\int {\sqrt {a^{2}\sec ^{2}\theta -a^{2}}}\cdot a\sec \theta \tan \theta \,d\theta \\&=\int {\sqrt {a^{2}(\sec ^{2}\theta -1)}}\cdot a\sec \theta \tan \theta \,d\theta \\&=\int {\sqrt {a^{2}\tan ^{2}\theta }}\cdot a\sec \theta \tan \theta \,d\theta \\&=\int a^{2}\sec \theta \tan ^{2}\theta \,d\theta \\&=a^{2}\int (\sec \theta )(\sec ^{2}\theta -1)\,d\theta \\&=a^{2}\int (\sec ^{3}\theta -\sec \theta )\,d\theta .\end{aligned}}}
Можно вычислить интеграл функции секанс, умножив числитель и знаменатель на {\displaystyle (\sec \theta +\tan \theta )} и интеграл секанса в кубе по частям. Как результат
{\displaystyle {\begin{aligned}\int {\sqrt {x^{2}-a^{2}}}\,dx&={\frac {a^{2}}{2}}(\sec \theta \tan \theta +\ln |\sec \theta +\tan \theta |)-a^{2}\ln |\sec \theta +\tan \theta |+C\\[6pt]&={\frac {a^{2}}{2}}(\sec \theta \tan \theta -\ln |\sec \theta +\tan \theta |)+C\\[6pt]&={\frac {a^{2}}{2}}\left({\frac {x}{a}}\cdot {\sqrt {{\frac {x^{2}}{a^{2}}}-1}}-\ln \left|{\frac {x}{a}}+{\sqrt {{\frac {x^{2}}{a^{2}}}-1}}\right|\right)+C\\[6pt]&={\frac {1}{2}}\left(x{\sqrt {x^{2}-a^{2}}}-a^{2}\ln \left|{\frac {x+{\sqrt {x^{2}-a^{2}}}}{a}}\right|\right)+C.\end{aligned}}}
Если {\displaystyle {\frac {\pi }{2}}<\theta \leq \pi }, что происходит, когда {\displaystyle x<0} с заданным диапазоном арксеканса, то {\displaystyle \tan \theta \leq 0}, что в данном случае означает {\displaystyle {\sqrt {\tan ^{2}\theta }}=-\tan \theta }.

## Подстановки, исключающие тригонометрические функции
Подстановка может использоваться для удаления тригонометрических функций.
Например,
{\displaystyle {\begin{aligned}\int f(\sin(x),\cos(x))\,dx&=\int {\frac {1}{\pm {\sqrt {1-u^{2}}}}}f\left(u,\pm {\sqrt {1-u^{2}}}\right)\,du&&u=\sin(x)\\[6pt]\int f(\sin(x),\cos(x))\,dx&=\int {\frac {1}{\mp {\sqrt {1-u^{2}}}}}f\left(\pm {\sqrt {1-u^{2}}},u\right)\,du&&u=\cos(x)\\[6pt]\int f(\sin(x),\cos(x))\,dx&=\int {\frac {2}{1+u^{2}}}f\left({\frac {2u}{1+u^{2}}},{\frac {1-u^{2}}{1+u^{2}}}\right)\,du&&u=\tan \left({\tfrac {x}{2}}\right)\\[6pt]\end{aligned}}}
Последняя подстановка известна как подстановка Вейерштрасса, в которой используются формулы тангенса половинного угла.
Например,
{\displaystyle {\begin{aligned}\int {\frac {4\cos x}{(1+\cos x)^{3}}}\,dx&=\int {\frac {2}{1+u^{2}}}{\frac {4\left({\frac {1-u^{2}}{1+u^{2}}}\right)}{\left(1+{\frac {1-u^{2}}{1+u^{2}}}\right)^{3}}}\,du=\int (1-u^{2})(1+u^{2})\,du\\&=\int (1-u^{4})\,du=u-{\frac {u^{5}}{5}}+C=\tan {\frac {x}{2}}-{\frac {1}{5}}\tan ^{5}{\frac {x}{2}}+C.\end{aligned}}}

## Гиперболическая подстановка
Подстановки гиперболических функций также могут использоваться для упрощения интегралов.
В интеграле {\displaystyle \int {\frac {1}{\sqrt {a^{2}+x^{2}}}}\,dx} можно сделать подстановку {\displaystyle x=a\sinh {u}}, {\displaystyle dx=a\cosh u\,du.}
Затем, используя тождества {\displaystyle \cosh ^{2}(x)-\sinh ^{2}(x)=1} и {\displaystyle \sinh ^{-1}{x}=\ln(x+{\sqrt {x^{2}+1}}),}
можно получить
{\displaystyle {\begin{aligned}\int {\frac {1}{\sqrt {a^{2}+x^{2}}}}\,dx&=\int {\frac {a\cosh u}{\sqrt {a^{2}+a^{2}\sinh ^{2}u}}}\,du\\[6pt]&=\int {\frac {a\cosh {u}}{a{\sqrt {1+\sinh ^{2}{u}}}}}\,du\\[6pt]&=\int {\frac {a\cosh {u}}{a\cosh u}}\,du\\[6pt]&=u+C\\[6pt]&=\sinh ^{-1}{\frac {x}{a}}+C\\[6pt]&=\ln \left({\sqrt {{\frac {x^{2}}{a^{2}}}+1}}+{\frac {x}{a}}\right)+C\\[6pt]&=\ln \left({\frac {{\sqrt {x^{2}+a^{2}}}+x}{a}}\right)+C.\end{aligned}}}